# Faculté des langues et des lettres modernes de l'université Adam Mickiewicz à Poznań
 (janvier 2023).

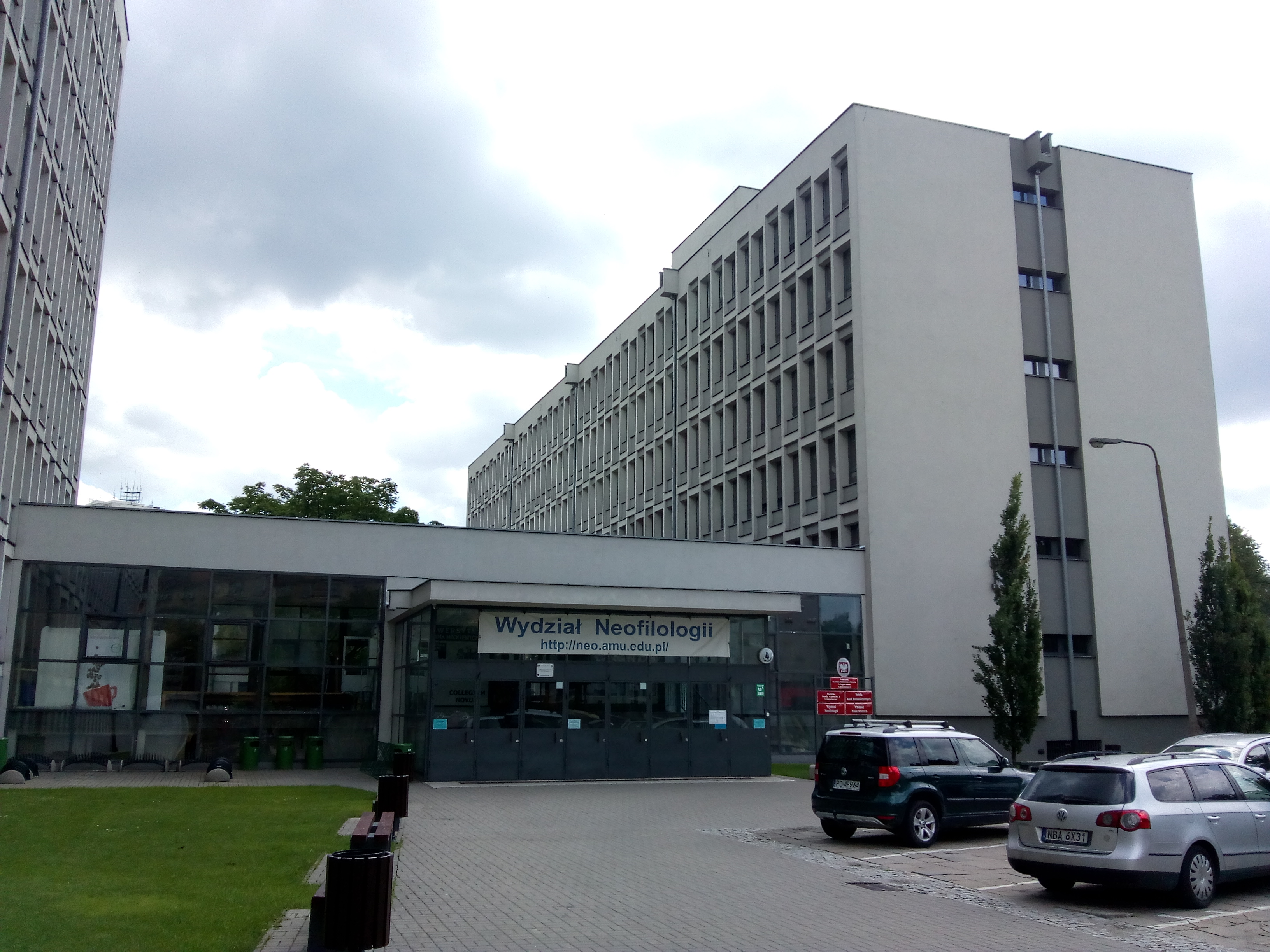
Siège de la Faculté des langues et des lettres modernes de l'université Adam Mickiewicz à Poznań.

La Faculté des langues et des lettres modernes de l'université Adam Mickiewicz à Poznań (WN UAM) est l'une des 20 facultés de l'Université de Adam Mickiewicza à Poznań, formant des étudiants dans les domaines des sciences philologiques (y compris germaniques, romanes et autres), dans des études à temps plein et à temps partiel. 

## Description
Le bureau du doyen de la faculté est situé dans le bâtiment Collegium Novum à al. Niepodległości 4, à part cela, le département occupe également des bâtiments à ul. 28 juin 1956, no 198 et al. Niepodległości 24. Au cours de l'année universitaire 2012-2013, la faculté comptait 4 255 étudiants.
Conformément à l'ordonnance du recteur de l'Université Adam Mickiewicz du 15 décembre 2011, à la suite de la transformation de l'Institut de philologie anglaise, la Faculté d'études anglaises a été créée en tant que 15e faculté de l'Université Adam Mickiewicz le 1er janvier 2012. Jusqu'au 31 août 2012, ce département n'opérait que dans le domaine de la création de structures organisationnelles.

## Liste des doyens
- prof. dr hab. Tadeusz Zgółka (1988–1996)
- prof. dr hab. Stanislaw Puppel (1996–2002)
- prof. dr hab. Jozef Pawel Darski (2002–2008)
- prof. dr hab. Teresa Tomaszkiewicz (2008-2016)
- dr hab. Aldona Sopata (2016-2020)
- dr hab. Krzysztof Stronski (depuis 2020)

## Autorités facultaires
Au mandat 2020-2024 :
| Statut                                     | Prénom et nom              |
| ------------------------------------------ | -------------------------- |
| Doyen                                      | dr hab. Krzysztof Stronski |
| Vice-doyen aux sciences                    | dr hab. Katarzyna Klessa   |
| Vice-doyen aux affaires organisationnelles | dr hab. Marta Woźnicka     |
| Vice-doyen aux affaires étudiantes         | dr hab. Andrzej Narloch    |

## Structure organisationnelle

### Institut d'ethnolinguistique
Directeur : dr hab. Piotr Nowak
- Département des Langues et Cultures de Taïwan et du Viêt Nam
- Département de recherche psycholinguistique et interculturelle sur le lexique et le discours
- Département de balticologie
- Département de phonétique
- Département d'études hébraïques, araméennes et karaïmes
- Département d'études hongroises
- Département d'infolinguistique
- Département de langue coréenne
- Département de linguistique générale et comparée
- Département de communication interculturelle et d'axiolinguistique

### Institut de philologie allemande
Directeur : dr hab. Justyna Krauze-Pierz
- Département d'histoire de la littérature allemande
- Département de littérature et culture autrichiennes
- Département de la langue allemande
- Département d'enseignement de la langue allemande et d'études interculturelles
- Département de traduction
- Département de linguistique appliquée allemande et de traduction
- Laboratoire des relations littéraires polono-allemandes et de la théorie des médias
- Laboratoire de culture de la région de langue allemande
- Laboratoire d'enseignement pratique de la langue allemande
- Laboratoire d'applications des technologies de l'information en philologie

### Institut des Langues et Littératures Romanes
Directeur : dr hab. Mirosław Loba
- Département d'acquisition du langage et de glottodidactique
- Département de linguistique romane et d'études contrastives
- Département de linguistique italienne et apprentissage pratique de la langue italienne
- Département d'études hispaniques
- Département de littérature française, littérature comparée et études sur la Belgique francophone
- Département de littérature italienne
- Département de portugais
- Laboratoire d'études roumaines
- Département de littérature italienne
- Département de portugais
- Département de traductologie et de recherche sur le Canada francophone
- Laboratoire de didactique de la créativité langagière et de la communication transculturelle
- Laboratoire pratique de langue française
- Laboratoire pratique de langue espagnole

### Institut de philologie russe et ukrainienne
Directeur : dr hab. Wawrzyniec Popiel-Machnicki
- Département d'écolinguistique et de communicationologie
- Département de la langue russe
- Département d'études littéraires et culturelles comparées
- Département de littérature russe
- Département de pragmatique communicative des langues étrangères
- Département d'études ukrainiennes

### Institut de linguistique appliquée
Directeur : dr hab. Danuta Wisniewska
- Département de recherche sur le multilinguisme
- Département d'enseignement de la langue anglaise
- Département de didactique de la culture et des médias
- Département de glottodidactique et de recherche sur l'interculturalisme
- Département de communication interculturelle et de recherche folklorique
- Département Communication Multimodale
- Département d'études contrastives
- Département d'études de traduction linguistique
- Département de philologie unique
- Département de philologie hongroise et finlandaise

### Institut d'études orientales
Directeur : prof. dr hab. Estera Żeromska
- Département d'études arabes et islamiques
- Usine d'Asie du Sud
- Département d'études japonaises
- Département de littérature et de culture coréennes et de philologie indonésienne-malaise
- Département des politiques linguistiques et de la recherche sur les minorités
- Département de sinologie
- Département de turcologie

### Département de méthodologie de la linguistique
- Chef : dr hab. Wladysław Zabrocki[2]

### Département d'études scandinaves
- Chef : dr hab. Grzegorz Skommer[2].